# Винех
Винех (болг. Винех) — хан Болгарії з роду Вокіл. Правив з 756 до 762 рік.
На початку правління Винеха імператор Костянтин V здійснив у Болгарію другий військовий похід. Хан Винех зустрів Костянтина біля фортеці Маркелі та зазнав поразки. Щоб забезпечити мир між країнами, він змушений був відправити до Візантії як заручників власних дітей.
759 року Костянтин V з військом знов рушив на Болгарію, але в гірських проходах Балкан його армія була розбита.
Але незабаром в країні відбувся військовий переворот. Хан Винех та весь його рід були винищені, а болгарами став правити молодий та войовничий хан Телец.